# Niolam
Niolam nebo Aniolam, v zahraničních zdrojích a mapách často označovaný jako Lihir, je největší z tzv. Lihirských ostrovů v Bismarckově souostroví v Tichém oceánu. Z politicko-administrativního hlediska je ostrov Niolam součástí provincie Nové Irsko tichomořského státu Papua Nová Guinea. Od hlavního města Papuy Nové Guineje Portu Moresby je Niolam vzdálen vzdušnou čarou zhruba 900 km směrem na severovýchod.

## Geografie
Niolam je hornatý ostrov sopečného původu, na němž jsou dosud patrné projevy vulkanické aktivity, jako jsou horké prameny, bahenní sopky, solfatary či fumaroly. Většinu ostrova pokrývá tropický deštný les. Klima je tropické, vlhkost vzduchu dosahuje 80% a teplota se pohybuje v rozmezí 20-35 °C. Reliéf ostrova byl výrazně modifikován navzájem se překrývajícími stratovulkány Luise, Kinami a Huniho, přičemž nejmladší a zároveň největší z nich, Luise, má kalderu elipsovitého tvaru širokou 3,5 km a 5,5 km dlouhou. Ostrov je obklopen korálovými útesy.
Další z Lihirských ostrovů - Mali, Mahur, Masahet a Sanambiet - se nacházejí zhruba ve vzdálenosti 3 až 7 km od nejzazšího severovýchodního výběžku Niolamu. Počet obyvatel celé ostrovní skupiny vzrostl do roku 2008 na zhruba 18000 (14163 původních ostrovanů a 3734 osob z jiných částí Papuy Nové Guineje a ze zámoří). Původní obyvatelé jsou Melanésané, hovořící vlastním místním jazykem - lihirštinou, která je jedním z dvanácti austronéských jazyků, které jsou (včetně 45 dialektů) užívány v oblasti provincie Nové Irsko. Obyvatelé Lihirských ostrovů jsou oficiálně křesťané, převážně katolíci, udržují si však své tradiční zvyky a náboženství.

## Historie
Nejstarší archeologické nálezy z Bismarckova souostroví pocházejí z let 1350 až 750 př. n. l. a dokládají existenci lapitské kultury v této oblasti. Od 17. století se ostrovy v provincii Nové Irsko staly předmětem zájmu námořních výprav tehdejších evropských koloniálních mocností. Projevilo se to i ve změnách názvu ostrova Nové Irsko, který byl poprvé pojmenován „Nova Hibernia“ (t.j. latinsky „Nové Irsko“) britským důstojníkem Philipem Carteretem v roce 1767. Po obsazení Francouzi bylo území přejmenováno na „La Nouvelle France“. V roce 1886 byla celá oblast včetně ostrova Niolam kolonizována Německem a až do roku 1914 nesla název „Neu-Mecklenburg“, „Nové Meklenbursko“. Lihirské ostrovy byly v té době označovány jako Gardenay Inseln. Během první světové války byl oblasti vrácen název „New Ireland“, „Nové Irsko“.

## Ložisko zlata
Na ostrově Niolam se v oblasti kaldery Luise nachází největší ložisko zlata na světě, označované jako Ladolam podle místního potoka. Ložisko bylo objeveno v roce 1982 společností Kennecot Explorations Australia. Těžbu zahájila v roce 1997 a do roku 2005 provozovala společnost Rio Tinto prostřednictvím australské Lihir Gold Ltd. Pokud jde o rozsah těžby, například v roce 2008 zde bylo z povrchových dolů Minifie a Lienetz vytěženo 50 miliónů tun zlatonosné horniny. Vytěžený materiál je zpracováván metodou kyanidového loužení a hlušina s toxickými kaly se poté ukládají do moře. Denní produkce z povrchových dolů je kolem 75 kg zlata. Za období od června 2014 do června 2015 australská společnost Newcrest Mining Ltd. vytěžila z povrchového dolu na východním pobřeží Niolamu 688714 uncí zlata. Tato společnost, která je vlastníkem dolu, zde zaměstnává na 4500 lidí, z nichž kolem 90% tvoří občané Papuy Nové Guineje. V roce 2015 místní vlastníci půdy svými protesty proti ohrožování životního prostředí těžbou a nedostatečným kompenzacím škod dokázali na čas přerušit těžbu v dole. Těžba byla obnovena až po zákroku policejních sil.